# マン・オブ・ノー・インポータンス
『マン・オブ・ノー・インポータンス』（英: A Man of No Importance）は、1994年に製作されたアイルランド・イギリスの映画。
日本では劇場未公開である。シネフィル・イマジカ放映時のタイトルは『ダブリン・バスのオスカー・ワイルド』である。

## キャスト
- アルフレッド：アルバート・フィニー
- リリー：ブレンダ・フリッカー
- アデレ：タラ・フィッツジェラルド
- ロビー：ルーファス・シーウェル
- アイヴァー：マイケル・ガンボン
- カールソン：パトリック・マラハイド
- クリスティ：デイビッド・ケリー
- ミック・ラリー（英語版）
- アンナ・マナハン（英語版）
- ジョー・ピルキントン（英語版）
- ブレンダン・コンロイ
- ジョーン・オハラ（英語版）
- ジョナサン・リース＝マイヤーズ